# 스타벅스 노동 조합
스타벅스 노동자 조합은 스타벅스지점의 직원을 조직하기 위해 세계산업노동자연맹(IWW)에 의해서 만들어진 연합이다. 이 조합은 뉴욕 시티, 시카고, 미시간주의 그랜드래피즈, 신시내티, 퀘백, 미네소타주의 블루밍턴,  네브레사크주의 오마하에 위치한 스타벅스에서 회원을 보유하고 있다. 한국에서는 아직까지 스타벅스 노동 조합이 생기지 않았다. 

## 기원
2004년 5월 17일에 미드타운 멘헤튼에서 36번가와 매디슨 거리 사이에 위치하는 스타벅스의 직원들은 미국에서 첫 번째 스타벅스 바리스타 연합을 만들었다. 이 조합의 운동은 한 바리스타가 시간 당 7.75달러의 초봉은 뉴욕 최저 시급에 맞지 않는다며 건의하였고 스타벅스는 주당근무시간을 보장하기를 거부하면서 시작되었다. 이 연합은 스타벅스가 증명된 공정 무역으로부터 적어도 5%의 커피를 구매하도록 축구하기 위해 글로벌 익스체인지 (Global Exchange)와 결합하였다. 12명의 직원들은 증명 선거를 위해 전국 노동 관계 위원회 (National Labor Relations Board)에 조합원증을 제출했다. 선거 전에, 스타벅스는 선거를 신청한 지점 뿐만 아니라 여러 지점으로 선거를 확대시킬 수 있는지에 대해 NLRB에  항소를 제기했다. NLRB는 항소 신청을 검토하고 매디슨 거리 지점의 투표권을 몰수하는 것에 동의했다. 세계산업노동자 연맹은 그 이후에 선거 소청을 중단하였는데 이는 이 항소가 선거 유효기간에 몇년의 지연을 야기시킬 수 있기 때문이었다. 스타벅스는 스타벅스 직원들의 관심이 부족해서 노동 조합이 철수했다고 주장했다. 산업노동자연맹은 NLRB 선거에 참여하지 않았지만 연대 노동조합주의의 관습에 따라 생산 현장의 증가하는 요구에 부합하는 것에 초점을 맞추었다. 이를 기초로 하여 전 세계의 스타벅스에서 연합 운동이 지속되고 있다. 

## 라틴 아메리카
2009년 4월 9일, IWW스타벅스 노동 조합은 라틴 아메리카에서 스타벅스 직원들의 첫번째 노동 조합을 설립한다고 발표했다. 칠레 산티아고에 있는 스타벅스 바리스타와 교대 근무조 책임자들은 그들의 일, 신뢰할 수 있는 근무 일정, 최저 생활 임금 등을 존중받기 위해서 노조를 구성해왔다. 2009년 4월 9일에 IWW 스타벅스노동조합은 현재 칠레의 스타벅스는 30개의 지점을 갖고 있고 6개의 지점을 더 열게 될 계획이 있다. 
"스타벅스는 칠레에서 6년 전부터 있었는데 처음 지점을 열 때부터 경영진과 노동자와의 의사소통이 점점 더 악화되고 있습니다." 라고 조직 책임자 안드레스 지오다노(Andres Giordano)가 말했다. "우리는 바리스타의 해고와 승진이 적은 문제에 대해 건설적인 비판을 하는 사람들에게 보복하는 것을 봤습니다." 라고 그는 덧붙였다. 바리스타와 교대 근무조 책임자는한 시간에 2달러에서 3달러 밖에 벌지 못하지만 이에 2배가 되는 비싼 전문 커피를 계속해서 팔아야 한다. 한편, 지오다노에 따르면 지난 5년 동안 생활비는 26퍼센트 올랐다.
"전 세계적으로 스타벅스는 고위 경영진만이 아니라 열심히 일하는 바리스타들을 지지해야 합니다"라고 시카고의 스타벅스 직원이자 IWW스타벅스 노동조합 회원인 크리시 코그스웰 (Chrissy Cogswell)이 말했다. "칠레 출신 바리스타들은회사에 대한 그들의 헌신이 존중되어야 한다는 의견을 확실히 하기 위해 직장에서 목소리를 내고 있습니다." 
"노조로서 우리는 임금 인상, 양질의 근무 조건, 스타벅스가 기업의 사회적 책임에 대한 그들의 가치를 견지하도록 하는 등 합리적인 요구를 하고 있습니다. 저희 회사는 매장에서의 일상 업무와 행동의 기반이 되는 이러한 원칙을 따르지 않고 있습니다."라고 지오다노가 말했다. 그는 칠레의 노조원들이 자신들의 노조를 발표하게 되어 기쁘고 자랑스럽다며 IWW와의 국제적 연대를 기대한다고 말했다. "우리는 함께 노력함에 따라 우리의 목적이 더 강해질 것이라고 믿습니다"라고 그는 덧붙였다.
칠레 연합은 자국의 스타벅스가 취한 몇가지 노조 파업,반 노조 관행을 비난했다

## 법적 조치
노조는 스타벅스를 상대로 노조원들이 근무 중에 노조 전단지를 배포하거나 노조 배찌을 착용하는 것을 금지했다고 주장하며 부당한 근로 관행 혐의를 제기했다. 스타벅스는 2006년 3월에 전국노동관계위원회(National Labor Relations Board)와 고소에 대해 합의했다. 스타벅스는 법을 위반했다는 것을 인정하지는 않았지만, 전국노동관계법(National Labor Relations of Act)에 따라 3개 점포에서 근로자들의 권리를 설명하는 공고를 게시할 것에 동의했다. 또한, 두 명의 직원이 직장으로 복귀할 수 있도록 하고 2,000달러 미만의 손실된 임금에 대해 세 명의 근로자에게 보상해주도록 하였다.노조는 노조원 4명이 노조 활동으로 해고되었다고 주장하고 있는데 이는 스타벅스가 부인하고 있다. 
2005년 1월 14일, 2004년 공화당전당대회(2004 Republican National Convention) 기간 동안의 시위에서 기인한 혐의는 노조의 공동 창립자인 다니엘 그로스(Daniel Gross)에 대해 취하되었다. 목격자들은 스타벅스의 경영자들이 뉴욕 경찰(NYPD)과 협력하여 200명의 시위자들로부터 다니엘 그로스와 또 다른 노조 운동가를 가려냈다고 주장한다.
2006년 6월과 8월에 스타벅스는 노조 공동 설립자인 다니엘 그로스(Daniel Gross)를 포함한 몇몇 조직 위원들을 해고당했다. 스타벅스 측에 따르면 다니엘 그로스(Daniel Gross)가 노조 집회에서 지역 지점 매니저를 향해 위협적인 발언을 했다고 주장했다. 그로스(Gross)는 이에 대해 부인하고 있고 NLRB(전국 노동 관계 위원회)는 현재 해고당한 상황을 검토하고 있다.
2007년 5월 17일 미시간주 그랜드 래피즈(Grand Rapids)의 노조 바리스타들도 그곳의 노조 운동에 대한 스타벅스의 대응에 근거하여 노동 관행 위반 혐의를 전국 노동 관계 위원회(NLRB)에 제출했다고 발표했다. 
2008년 7월 11일 미네소타주 미니애폴리스(Minneapolis)에서는 IWW 바리스타 에릭 포먼(Erik Forman)의 해고에 대해 부당한 노동 관행임을 제기했다. 미국 지점에서의 파업과 청원을 포함한 캠페인의 확대와 같은 직접적인 운동이 일어난 후에 스타벅스는 포먼(Forman)에게 업무 복귀를 제안하고 나중에 전국 노동 관계 위원회(NLRB)와 합의했다. 

## 지속적인 캠페인
2006년 6월 16일 금요일에 맨하탄에 있는 한 지점에서 일하는 스타벅스 직원들은 IWW회원임을 발표했고 근무 조건 개선을 위한 요구 사항 목록을 제시했다. 이 지점은 공공 조직 위원회를 설립하고 회사에게 집단적인 요구를 하는 뉴욕에서의 5번째 스타벅스 매장이었다.
시카고의 로건 스퀘어 스타벅스 매장의 바리스타들은 2006년 8월 29일에 IWW 스타벅스 근로자 연합에 가입했다고 발표했다. 이는 뉴욕 외 지역에서 노조 가입을 선언한 최초의 미국인 직원이었다. 최저 생활 임금, 보장된 근무 시간, 조직 활동으로 해고된 IWW 바리스타의 복귀, 노조원을 통한 독립적인 발언에 대한 존중 등 일련의 요구가 경영진에게 주어졌다.
2006년 8월에 일부 노조원들이 미국산업안전공단(United States Occupational Safety and Health Administration)에 스타벅스의 맨해튼 매장 세곳이 기본적인 건강 기준을 위반한다고 주장하는 소송을 제기했다. 미국 산업 안전 공단(OSHA)는 매장을 조사하고 2가지 심각한 위험 요소와 그보다 덜한 위험 요소를 발견했다. 그 일부 노조원들은 회사가 직원 수를 늘리고 팔꿈치 길이의 장갑을 제공할 것을 요구하고 있다.
2008년 7월에 America I 스타벅스에서 일하는 바리스타들은 자신들의 노조원 자격을 알리면서 근무 햇수에 따른 퇴직금 지급과 폐점하는 지점의 근로자가 다른 지점으로 옮길 수 있는 권리를 요구했다.
노조의 캠페인은 미니아폴리스(Minneapolis)와 미국 전역의 도시에서 진행 중이며 유럽과 전 세계에서 성장하고 있다. 
2009년 7월, 라디오 캐나다(Radio Canada)는 퀘백 스타벅스 직원들에 의한 통합 시도가 마침내 성공했다고 보고했다. 

### Global Day of Action(글로벌 조치의 날)
2008년 7월 5일, 세계산업노동자(Industrial Workers of the World)와 국제 노동 조합(International Workers Association)은 스타벅스의 노조 반대 관행에 항의하기 위해 글로벌 조치의 날(Global Day of Action)에 힘을 합쳤다. 그들은 스타벅스가 2008년 초에 스페인 세빌라(Sevilla)에 있는 CNT 바리스타 뿐만 아니라 콜 돌스(Cole Dorse), 미시간 주, 그랜드 래피타의 바리스타를 불법으로 해고했다고 비난했다. 이러한 조치는 전 세계 20개 이상의 국가에서 이루어졌다.
글로벌 조치 주간(Global Week of Action)은 2011년 7월 5일 칠레 산티아고에서 근로 조건에 항의하고 있던 엘 시디카토 데 트라바야도르 드(El Sindicato de Trabajadores de)의 도움으로 열렸다. 

### Bean2Cup(빈투컵) 캠페인
스타벅스 노조는 스타벅스에 커피를 판매하는 농민들의 임금과 근로 조건을 높이고, 스타벅스 커피 빈의 구매 투명성을 높이며, 스타벅스 커피를 마시는 것에 대한 사회적 인식을 높이기 위한 목표를 가진 학생 운동 또한 한다.

## 최근 상황
2016년 7월 11일에 하워드 슐츠 스타벅스 최고경영자(CEO)는 직원에게 편지를 보내 오는 10월 3일부터 미국 직영점 임금을 5% 이상 인상하겠다고 밝혔다. 최소 2년 이상 근무한 직원에게는 매년 지급하는 자사 주식을 두 배로 늘리기로 해 이 경우까지 계산하면 미국 직영점 직원의 임금은 최대 15% 오르게 된다. 제이미 라일리 스타벅스 대변인은 우수한 직원을 붙잡기 위해 임금 인상 결정을 내렸다”고 설명했다.

## 참조
1. Archived March 12, 2007, at the Wayback Machine.
2. "Squeezed Baristas Shut Down 15th and Douglas Starbucks in Omaha to Protest Cutbacks". Starbucks Union. Retrieved 2012-11-07.
3. Kamenetz, Anya (2005-05-21). "A Union Revolution is Brewing at Starbucks No. 7356 on Madison Avenue". Newyorkmetro.com. Archived from the original on 2009-01-09. Retrieved 2012-11-07.
4. "Starbucks.com" (PDF). (28.8 KB) URL last accessed July 3, 2006.
5. https://web.archive.org/web/20110716085539/http://www.iww.org/en/organize/strategy/solidarity.html. Archived from the original on July 16, 2011. Retrieved February 18, 2016. Missing or empty |title= (help)
6. "Workers Form First Union at Starbucks in Latin America | Industrial Workers of the World". Iww.org. Retrieved 2012-11-07.
7. https://web.archive.org/web/20110708062940/http://sindicatosbux.blogspot.com/. Archived from the original on July 8, 2011. Retrieved October 19, 2008. Missing or empty |title= (help)
8. "nacion.cl – El sindicato con sabor a latte y frapuccino de Starbucks". Lanacion.cl. 2009-06-06. Retrieved 2012-11-07.
9. "NLRB Settlement" (PDF). Starbucksunion.org. Archived from the original (PDF) on 2011-01-05. Retrieved 2012-11-07.
10. Anya Kamenetz (2004-09-21). "Target: Dissent – Page 1 – News – New York". Village Voice. Retrieved 2012-11-07.
11. "Starbucks fires union organizer – The Boston Globe". Boston.com. Associated Press. 2006-08-08. Retrieved 2012-11-07.
12. Archived March 11, 2007, at the Wayback Machine.
13. Allison, Melissa (2007-01-04). "Union struggles to reach, recruit Starbucks workers". The Seattle Times.
14. Archived August 20, 2006, at the Wayback Machine.
15. Archived August 20, 2006, at the Wayback Machine.
16. "Une première dans un Starbucks | Québec". Radio-Canada.ca. 2009-07-14. Retrieved 2012-11-07.
17. Jargon, Julie (2011-07-26). "IWW Starbucks Workers Union Supports Workers in Chile With 'Global Week of Action' – WSJ.com". Online.wsj.com. Retrieved 2012-11-07.
18. 최근상황. http://www.sedaily.com/NewsView/1KYU6F2W51/

1. ↑  “OSHA”. 2018년 6월 22일에 확인함.